# 11764 Benbaillaud
11764 Benbaillaud este o planetă minoră (asteroid), cu un diametru de 3,133 km, din centura de asteroizi. A fost descoperită pe 24 septembrie 1960 la Observatorul Palomar de Cornelis Johannes van Houten și a fost numită după Benjamin Baillaud⁠(d). 
Obiectul prezintă o orbită caracterizată de o semiaxă mare de 2,1955015 UAi, o excentricitate de 0,07, o înclinație de 4,70399 ° în raport cu ecliptica.